# Espelkamp
Espelkamp é uma cidade da Alemanha localizado no distrito de Minden-Lübbecke, região administrativa de Detmold, estado de Renânia do Norte-Vestfália.